# Tam thiếu
Tam thiếu (Thiếu sư, Thiếu phó, Thiếu bảo) là chức đứng sau  Tam Thái (Thái sư, Thái phó, Thái bảo),; Thái úy; Thiếu úy; Nội ngoại hành điện đô tri sự (内外行殿都知事); Kiểm hiệu Bình chương sự (检校平章事), Chức quan được triều đình coi trọng chức: Tam Thái (Thái sư, Thái phó, Thái bảo), Tam thiếu (Thiếu sư, Thiếu phó, Thiếu bảo); Thái úy; Thiếu úy; Nội ngoại hành điện đô tri sự (内外行殿都知事); Kiểm hiệu Bình chương sự (检校平章事).
- Nhà Lê Tam thiếu được gọi là (Thiếu phó,Thiếu bảo, Thiếu úy)
- Nhà Nguyễn Tam thiếu được gọi là [1] (Thiếu sư, Thiếu phó, Thiếu bảo)

## Bộ Máy
Nhà Lý phỏng theo chế độ nhà Tống; đứng trên trăm quan, thay mặt vua giải quyết mọi việc trong triều là Tể tướng, thời Lý  Tể tướng chính là Thái úy. 
Vị quan đứng đầu triều đình đầu tiên của nhà Lý là Trần Cảo, 
được phong chức danh Tướng công dưới thời Lý Thái Tổ. Tuy nhiên, sang thời Lý Thái Tông đặt ra chức Phụ quốc Thái úy nắm chính sự, vai trò của vị quan đầu triều mới thực sự lớn. Sang thời Lý Nhân Tông, vị quan đầu triều được gia tăng thêm mấy chữ Bình chương quân quốc trọng sự (平章軍國重事), lại thêm các danh hiệu khác như Đồng trung thư môn hạ (同中書門下) hoặc Thượng trụ quốc (上柱國). Các vị quan Tể tướng thường được gia phong thêm các chức vụ Tam Thái (Thái sư, Thái phó, Thái bảo) hoặc Tam thiếu (Thiếu sư, Thiếu phó, Thiếu bảo). Các vị quan Tể tướng có danh vọng dưới triều Lý là Lý Thường Kiệt làm Thái phó phụ quốc thượng tướng quân; Lý Đạo Thành làm Thái phó bình chương quân quốc trọng sự; Tô Hiến Thành làm Nhập nội kiểm hiệu thái phó bình chương quân quốc trọng sự.
Cũng theo chế độ nhà Tống, triều Lý thiết đặt giúp đỡ Tể tướng là các chức Tham tri chính sự, Khu mật sứ các chức, còn có Văn Minh điện Đại học sĩ (文明殿大學士) có vai trò cố vấn trực tiếp cho Hoàng đế. Lại có Gián nghị đại phu khuyên răn Hoàng đế, Trung thừa (中丞) thực thi giám sát, Thái sử (太史) để làm việc thiên văn. 
Ngoài ra, nhà Lý cũng dựa vào nhà Tống thiết đặt các cơ quan:
- Trung thư tỉnh (中書省): đầu mối cơ quan, có trưởng quan là Trung thư thị lang, lại có Lệnh thư gia (令書傢) chuyên làm việc. Hành chính cơ quan Thượng thư tỉnh thiết Tả Hữu tư, có Lang trung xử lý công việc, lại có Viên ngoại lang làm việc quan lại.
- Lục bộ: có Thượng thư làm trưởng, giúp đỡ thì có Thị lang, dưới có Lang trung làm việc.
- Đô hộ phủ: làm việc thi hình hình pháp; trưởng quan là Sĩ sư (士师); lại có các ấn quan coi ngục phụ trách thẩm vấn tội nhân.
- Cấm quân trưởng quan là Điện tiền chỉ huy sứ, dưới có các Hỏa đầu. Xuất chinh là các Đô thống, Tướng quân.

### Quan chế
Cứ theo Việt sử lược, ta có đại khái quan chế:
- Ban văn: Tam Thái (Thái sư, Thái phó, Thái bảo); Tướng công (相公); Trung thư thị lang (中書侍郎); Tham tri chính sự (参知政事); Gián nghị đại phu (諫議大夫); Thượng thư Lục bộ; Tả Hửu Tư lang trung (司郎中); Lang trung Lục bộ; Viên ngoại lang; Thư gia (书家).
- Ban võ: Khu mật sứ (樞密使); Thái úy (Kiểm hiệu Thái úy, Phụ quốc Thái úy); Đô thống Đại nguyên soái (都統大元帥); Đô thống nguyên soái (都統元帥); Nguyên soái; Điện tiền chỉ huy sứ (殿前指揮使); Tả kim ngô (左金吾); Hữu vũ vệ (右武衛); Tả vũ vệ (左武衛); Tả uy vệ (左威衛); Hữu uy vệ (右威衛); Tả kiêu vệ tướng quân (左驍衛將軍); Định thắng tướng (定勝將); Lang tướng (郎將); Cụ Thánh đô Hỏa đầu (具聖都火頭); Ngọc Giai đô Hỏa đầu (玉堦都火頭); Quan chức đô Hỏa đầu; Thị vệ đô Hỏa đầu.
- Mặt khác còn có gần hầu quan: Thượng phẩm Phụng ngự (上品奉禦); Chi hậu Phụng ngự (祗侯奉禦); Nội thị Phán thủ (內侍判首); Nội nhân Hỏa đầu (內人火頭); Nội thường thị (內常侍).
- Địa phương trưởng quan có: Châu mục (州牧); Tri châu quân sự (知州軍事);
- Chú thích: đơn vị Đô (都) của Cấm quân là đơn vị thuộc Điện tiền chỉ huy sứ, trưởng quan gọi Hỏa đầu (火頭). Đây là dựa vào cấm quân thời Bắc Tống, cũng thiết mỗi Đô, nhưng trưởng quan ở Bắc Tống là Đô đầu (都头). Việt sử lươc ghi các tên đô có: Phụng Vệ đô, Tả hữu quan chức đô, Thị vệ đô, Tả hữu Hưng Thịnh Quảng Vũ đô, Cụ Thánh đô, Ngọc Giai đô, Củng Thánh đô.

Căn cứ Khâm định Việt sử Thông giám cương mục, quan chế nhà Lý có vài cái bất đồng với Việt sử lược, cụ thể:
- Triều đình trọng chức: Tam Thái (Thái sư, Thái phó, Thái bảo), Tam thiếu (Thiếu sư, Thiếu phó, Thiếu bảo); Thái úy; Thiếu úy; Nội ngoại hành điện đô tri sự (内外行殿都知事); Kiểm hiệu Bình chương sự (检校平章事).
- Văn ban nội chức: Lục bộ Thượng thư; Tả Hữu Tham tri chính sự; Tả Hữu Gián nghị đại phu; Trung thư thị lang; Lục bộ Thị lang; Tả Hữu Tư lang trung; Thượng thư tỉnh Viên ngoại lang; Đông-Tây Các Môn sử (阁门使); tả Hữu Phúc tâm (腹心); Nội thường thị; Phủ sĩ sư (府士师); Điện học sĩ (殿学士); Hàn lâm học sĩ (翰林学士); Vệ đại phu (卫大夫); Chư hỏa thư gia (诸火书家); Thừa trực lang (承直郎); Thừa tín lang (承信郎).
- Văn ban ngoại chức: Tri phủ; Phán phủ; Tri châu[6].
- Võ ban nội chức: Đô thống; Nguyên soái; Tổng quản; Khu mật sứ; Khu mật Tả hữu sứ (枢密左右使); Tả hữu Kim ngô Thượng tướng (金吾上将); Đại tướng; Đô tướng; Chư vệ Tướng quân; Chỉ huy sứ; Vũ vệ Hỏa đầu; Võ tiệp; Võ lâm chư Binh tào.
- Võ ban ngoại chức: Chư lộ trấn trại, quan binh trấn thủ.